# Елена (жена Ивана Калиты)
Елена (Олена) Александровна, в постриге Соломонида († 1 марта 1331) — великая княгиня-инокиня, первая жена князя Московского и Великого князя Владимирского Ивана I Калиты.

## Биография
Откуда была родом Елена — неизвестно. По некоторым данным, она была дочерью смоленского князя Александра Глебовича. В миру носила имя Елена (Олена), в иночестве — Соломонида. Не сохранились также данные о годе её рождения и дате свадьбы с Иваном Калитой.

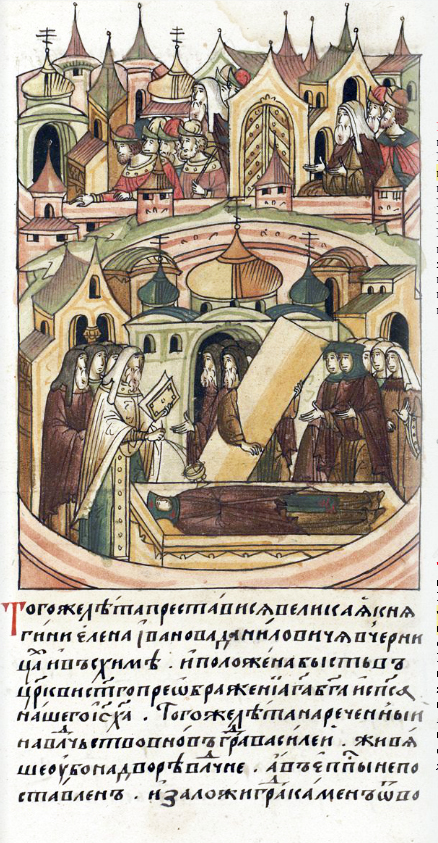
Смерть княгини

Умерла 1 марта 1331 года, приняв перед кончиной монашеский постриг в великокняжеском Спасском монастыре с именем Соломонида.
Оставила вдовцу — князю троих выживших малолетних сыновей: 13-летнего Симеона, 5-летнего Ивана и 3-летнего Андрея.
Похоронили  княгиню в стенах собора Спасского монастыря Московского Кремля, это было первое захоронение в московской великокняжеской усыпальнице.
После сноса собора в 1933 году могила была утрачена.
Второй женой князя на следующий год стала Ульяна. Умирая, в феврале 1340 года Иван Калита завещал Ульяне с «меньшими детьми» города и сёла, а также золото, оставшееся после покойной Елены:

А что золото княгини моее Оленине, а то есмь дал дочери своей Феотиньи, 14 обручи и ожерелье матери её, монисто новое, что есмь сковал…

## Дети
В браке родились четыре сына и четыре дочери:
1. Симеон Иванович Гордый (1318—1353)
2. Даниил (род 1320 — умер в раннем возрасте)
3. Иван II Иванович Красный, (30 марта 1326 — 13 ноября 1359)
4. Андрей Иванович (князь серпуховской) (июль 1327 — 27 апреля 1353)
5. Мария (ум. 1365), замужем с 1328 года за Константином Васильевичем (князем Ростово-Борисоглебским).
6. Евдокия (1314—1342), была замужем за князем Ярославским Василием Давидовичем Грозные Очи
7. Феодосия, замужем за Белозерским князем — Фёдором Романовичем.
8. Феотиния

## В культуре
Елена действует в романе Дмитрия Балашова «Бремя власти».